# 加勒比海眶鋸雀鯛
加勒比海眶鋸雀鯛（學名：Stegastes diencaeus），為輻鰭魚綱雀鯛科眶鋸雀鯛屬下的一個種，分布於西大西洋美國佛羅里達州、巴哈馬與加勒比海、墨西哥猶加敦半島到委內瑞拉海域，深度2至45公尺，本魚體呈橢圓形而側扁，吻短而鈍圓。口中型，具頜齒，小而呈圓錐狀，眶下骨裸出，下緣具鋸齒，前鰓蓋骨後緣具鋸齒，下鰓蓋骨後緣無鋸齒，體被櫛鱗，成魚體深灰褐色，鱗片邊緣黑色，頭部、頸背和背鰭硬棘部分下方經常出現淡黃色的斑點，胸鰭上基底有一個小黑點；幼魚呈鮮黃色，頭部背側有兩條亮藍色條紋，延伸至背鰭中部下方，在那裡破裂成斑點，背鰭基部有一個大的藍邊黑點，以最後一根硬刺為中心，背鰭硬棘12枚、背鰭軟條15-16枚、臀鰭硬棘2枚、臀鰭軟條13枚，體長可達12.5公分，棲息在有遮蔽的珊瑚礁及潟湖，以藻類及小型甲殼類為食，具有領域性，繁殖期時成對出現，雄魚會守護卵直到孵化，生活習性不明，可做為觀賞魚。